# Heinkel He 45
Die Heinkel He 45 (HD 45) war ein Kampf- und Aufklärungsflugzeug.

## Entwicklung
Anfang der 1930er-Jahre begann die Entwicklung des Doppeldeckers Heinkel He 45 und des Eindeckers He 46 für reine militärische Verwendung. Die He 45 war als leichtes Kampfflugzeug vorgesehen und wurde serienmäßig mit dem BMW-VI-Triebwerk ausgestattet. Der Erstflug fand 1932 statt. Bis zum Sommer 1936 wurden 512 Maschinen dieses Typs gebaut.

## Produktionszahlen
Die Serienproduktion der He 45 begann bereits im Dezember 1933 und endete im Juni 1937.
| Hersteller | Summe |
| ---------- | ----- |
| EHF        | 50    |
| FW         | 219   |
| Gotha      | 87    |
| BFW        | 156   |
| Summe      | 512   |

## Einsatz
Sechs He 45 wurden ab dem Jahr 1936 während des Spanischen Bürgerkriegs in der Legion Condor als Aufklärungsflugzeug erprobt. Zu dieser Zeit wurden weitere 40 Maschinen des Typs He 45c (spanischer Spitzname „Pavo“) an die von General Franco kommandierten spanisch-falangistischen Luftstreitkräfte geliefert. Dort wurden sie als Bomber, Nahaufklärer und Schlachtflugzeuge verwendet. Zwölf Maschinen wurden von 1936 bis 1937 an die neuaufgestellten bulgarischen Luftstreitkräfte geliefert. Anfang September 1939 wurden die He 45 aus der vordersten Linie abgezogen und den Schulungsverbänden zugewiesen. Lediglich einige wenige Maschinen wurden im Zweiten Weltkrieg bis zum Frühjahr 1943 als leichte Bomber bei Nachteinsätzen an der Ostfront eingesetzt.

## Versionen
- He 45a – Schulflugzeug

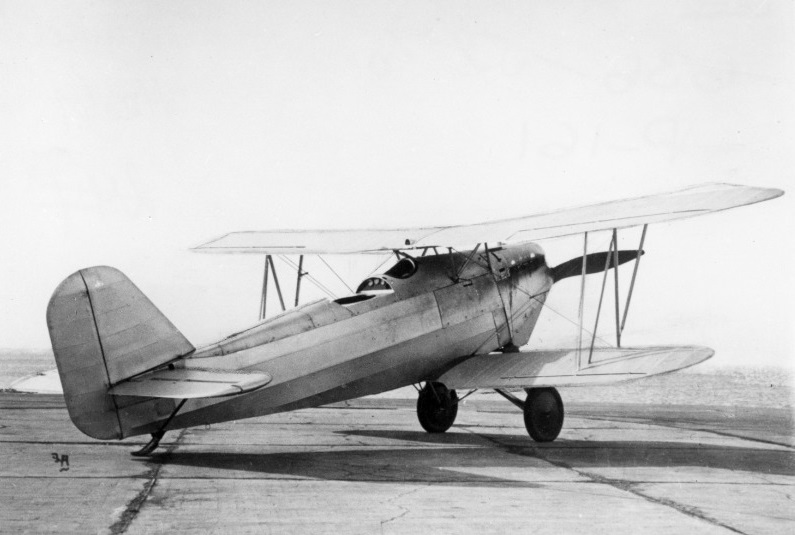
Heinkel HD 61a

- He 45b – Aufklärer und leichter Bomber
- He 45c – Lizenzbau der He 45b in der Gothaer Waggonfabrik
- He 45d – Lizenzbau der He 45b durch die Bayerischen Flugzeugwerke (BFW) und durch Focke-Wulf
- Heinkel HD 61 – Exportversion für China. Ein Einzelexemplar (Wnr. 322) wurde 1930 für 60.000 RM bestellt und im Juni 1931 als HD 61a geliefert. Das Flugzeug verunfallte am 22. August 1931 in Nanking, weil sich die Stoffbespannung aufgrund unsachgemäßer Lagerung – es war davor über einen Monat im Freien abgestellt gewesen – von den Tragflächen löste.[2]

## Technische Daten
| Kenngröße             | Daten der Heinkel He 45c                                    |
| --------------------- | ----------------------------------------------------------- |
| Besatzung             | 1 Pilot und 1 Beobachter / Bordschütze                      |
| Länge                 | 10,60 m                                                     |
| Spannweite            | oben: 11,50 m unten: 10 m                                   |
| Höhe                  | 3,60 m                                                      |
| Flügelfläche          | 34,60 m²                                                    |
| Flügelstreckung       | 6,9                                                         |
| Nutzlast              | 472,60 kg ohne Treibstoff                                   |
| Leermasse             | 2110 kg                                                     |
| max. Startmasse       | 2751 kg                                                     |
| Flächenbelastung      | 61 kg/m²                                                    |
| Reisegeschwindigkeit  | 221 km/h                                                    |
| Höchstgeschwindigkeit | 290 km/h                                                    |
| Dienstgipfelhöhe      | 5500 m                                                      |
| Reichweite            | 1200 km                                                     |
| max. Flugdauer        | 5:40 h                                                      |
| Triebwerke            | 1 × BMW VI 0 mit 600 PS (ca. 440 kW) bei 1650/min           |
| Bewaffnung            | 1 × 7,92-mm-MG 17 und 1 × 7,92-mm-MG 15, max. 300 kg Bomben |